# Alberto González Moyano
Alberto González Moyano (Jaén, 1 de junio de 1998) es un atleta español especializado en lanzamiento de martillo. Ha sido campeón de Europa sub-23 en 2019.

## Trayectoria deportiva
Alberto González comenzó a entrenar de la mano de su primo Joaquín Moyano González, quien ha seguido siendo su entrenador a lo largo de toda su trayectoria deportiva.
Su primera competición internacional fue el Campeonato Mundial Juvenil de 2015. Obtuvo la sexta mejor marca en la calificación, llevando su marca personal con el martillo de 5 kg hasta los 73,11 m. En la final, sin embargo, no pudo repetir ese lanzamiento y terminó en el noveno puesto.
En 2016 subió de categoría y participó en el Campeonato Mundial Sub-20, donde terminó quinto, llevando su marca personal en la final hasta los 75,52 m con el martillo de 6 kg. Al año siguiente consiguió lanzar 78,51 m, marca que lo convertía en uno de los favoritos para el Campeonato Europeo Júnior; sin embargo, su rendimiento no fue el esperado y solo alcanzó el sexto puesto.
En 2018, su primer año lanzando con el martillo sénior (7,260 kg), consiguió la victoria en el Campeonato de España de Invierno de Lanzamientos Largos, superando al plusmarquista español, Javier Cienfuegos. En verano, tras superar una lesión de espalda, fue subcampeón de España absoluto.
En marzo de 2019 debutó como internacional absoluto en la Copa de Europa de Lanzamientos. En julio consiguió su primera medalla internacional, el oro en el Campeonato de Europa Sub-23, celebrado en Gävle, mejorando su marca personal con un lanzamiento de 74,46 m. Más tarde volvió a ser subcampeón de España absoluto y en septiembre volvió a mejorar su marca con un lanzamiento de 75,78 m, lo que le sitúa en el segundo lugar del ranking español de todos los tiempos, solo por detrás de Cienfuegos. Esta marca le permitió participar en el Campeonato del Mundo de Doha, donde no logró alcanzar la final.
En diciembre de 2020 sufrió una fractura en el tobillo que le supuso una baja de varios meses.
En 2023 volvió a competir internacionalmente, formando parte de la selección española para los Juegos Europeos.

## Competiciones internacionales
| Representando a España en lanzamiento de martillo \| Año \| Competición \| Sede \| Puesto \| Peso del martillo \| Marca \| \| ---- \| -------------------------- \| --------- \| -------------- \| ----------------- \| ----- \| \| 2015 \| Campeonato Mundial Juvenil \| Cali \| 9º \| 5 kg \| 71.18 \| \| 2016 \| Campeonato Mundial Sub-20 \| Bydgoszcz \| 5º \| 6 kg \| 75.52 \| \| 2017 \| Campeonato Europeo Sub-20 \| Grosseto \| 6º \| 6 kg \| 72.71 \| \| 2019 \| Campeonato Europeo Sub-23 \| Gävle \| Medalla de oro \| 7,260 kg \| 74.36 \| \| 2019 \| Campeonato del Mundo \| Doha \| 28º (calif.) \| 7,260 kg \| 71.69 \| \| 2023 \| Juegos Europeos \| Chorzów \| 12.º \| 7,260 kg \| 68.23 \| | Representando a España en lanzamiento de martillo \| Año \| Competición \| Sede \| Puesto \| Peso del martillo \| Marca \| \| ---- \| -------------------------- \| --------- \| -------------- \| ----------------- \| ----- \| \| 2015 \| Campeonato Mundial Juvenil \| Cali \| 9º \| 5 kg \| 71.18 \| \| 2016 \| Campeonato Mundial Sub-20 \| Bydgoszcz \| 5º \| 6 kg \| 75.52 \| \| 2017 \| Campeonato Europeo Sub-20 \| Grosseto \| 6º \| 6 kg \| 72.71 \| \| 2019 \| Campeonato Europeo Sub-23 \| Gävle \| Medalla de oro \| 7,260 kg \| 74.36 \| \| 2019 \| Campeonato del Mundo \| Doha \| 28º (calif.) \| 7,260 kg \| 71.69 \| \| 2023 \| Juegos Europeos \| Chorzów \| 12.º \| 7,260 kg \| 68.23 \| | Representando a España en lanzamiento de martillo \| Año \| Competición \| Sede \| Puesto \| Peso del martillo \| Marca \| \| ---- \| -------------------------- \| --------- \| -------------- \| ----------------- \| ----- \| \| 2015 \| Campeonato Mundial Juvenil \| Cali \| 9º \| 5 kg \| 71.18 \| \| 2016 \| Campeonato Mundial Sub-20 \| Bydgoszcz \| 5º \| 6 kg \| 75.52 \| \| 2017 \| Campeonato Europeo Sub-20 \| Grosseto \| 6º \| 6 kg \| 72.71 \| \| 2019 \| Campeonato Europeo Sub-23 \| Gävle \| Medalla de oro \| 7,260 kg \| 74.36 \| \| 2019 \| Campeonato del Mundo \| Doha \| 28º (calif.) \| 7,260 kg \| 71.69 \| \| 2023 \| Juegos Europeos \| Chorzów \| 12.º \| 7,260 kg \| 68.23 \| | Representando a España en lanzamiento de martillo \| Año \| Competición \| Sede \| Puesto \| Peso del martillo \| Marca \| \| ---- \| -------------------------- \| --------- \| -------------- \| ----------------- \| ----- \| \| 2015 \| Campeonato Mundial Juvenil \| Cali \| 9º \| 5 kg \| 71.18 \| \| 2016 \| Campeonato Mundial Sub-20 \| Bydgoszcz \| 5º \| 6 kg \| 75.52 \| \| 2017 \| Campeonato Europeo Sub-20 \| Grosseto \| 6º \| 6 kg \| 72.71 \| \| 2019 \| Campeonato Europeo Sub-23 \| Gävle \| Medalla de oro \| 7,260 kg \| 74.36 \| \| 2019 \| Campeonato del Mundo \| Doha \| 28º (calif.) \| 7,260 kg \| 71.69 \| \| 2023 \| Juegos Europeos \| Chorzów \| 12.º \| 7,260 kg \| 68.23 \| | Representando a España en lanzamiento de martillo \| Año \| Competición \| Sede \| Puesto \| Peso del martillo \| Marca \| \| ---- \| -------------------------- \| --------- \| -------------- \| ----------------- \| ----- \| \| 2015 \| Campeonato Mundial Juvenil \| Cali \| 9º \| 5 kg \| 71.18 \| \| 2016 \| Campeonato Mundial Sub-20 \| Bydgoszcz \| 5º \| 6 kg \| 75.52 \| \| 2017 \| Campeonato Europeo Sub-20 \| Grosseto \| 6º \| 6 kg \| 72.71 \| \| 2019 \| Campeonato Europeo Sub-23 \| Gävle \| Medalla de oro \| 7,260 kg \| 74.36 \| \| 2019 \| Campeonato del Mundo \| Doha \| 28º (calif.) \| 7,260 kg \| 71.69 \| \| 2023 \| Juegos Europeos \| Chorzów \| 12.º \| 7,260 kg \| 68.23 \| | Representando a España en lanzamiento de martillo \| Año \| Competición \| Sede \| Puesto \| Peso del martillo \| Marca \| \| ---- \| -------------------------- \| --------- \| -------------- \| ----------------- \| ----- \| \| 2015 \| Campeonato Mundial Juvenil \| Cali \| 9º \| 5 kg \| 71.18 \| \| 2016 \| Campeonato Mundial Sub-20 \| Bydgoszcz \| 5º \| 6 kg \| 75.52 \| \| 2017 \| Campeonato Europeo Sub-20 \| Grosseto \| 6º \| 6 kg \| 72.71 \| \| 2019 \| Campeonato Europeo Sub-23 \| Gävle \| Medalla de oro \| 7,260 kg \| 74.36 \| \| 2019 \| Campeonato del Mundo \| Doha \| 28º (calif.) \| 7,260 kg \| 71.69 \| \| 2023 \| Juegos Europeos \| Chorzów \| 12.º \| 7,260 kg \| 68.23 \| |
| Año | Competición | Sede | Puesto | Peso del martillo | Marca |
| --- | --- | --- | --- | --- | --- |
| 2015 | Campeonato Mundial Juvenil | Cali | 9º | 5 kg | 71.18 |
| 2016 | Campeonato Mundial Sub-20 | Bydgoszcz | 5º | 6 kg | 75.52 |
| 2017 | Campeonato Europeo Sub-20 | Grosseto | 6º | 6 kg | 72.71 |
| 2019 | Campeonato Europeo Sub-23 | Gävle | Medalla de oro | 7,260 kg | 74.36 |
| 2019 | Campeonato del Mundo | Doha | 28º (calif.) | 7,260 kg | 71.69 |
| 2023 | Juegos Europeos | Chorzów | 12.º | 7,260 kg | 68.23 |